# Bingham Canyon
La mina de Bingham Canyon, també coneguda com a mina de coure de Kennecott, és una mina a cel obert al sud-oest de Salt Lake City a l'estat de Utah dels Estats Units. Pertany a la companyia minera britànica Rio Tinto i va entrar en producció de coure el 1906. El seu pou d'1,2 km de fondària i de 4 km d'amplada es considera el pou artificial més gran de la Terra.

## Producció
Es considera una de les mines més productives del món. Cap a 2004 es calcula que s'havien extret quinze mil tones de coure, 715 tones d'or i 5.900 tones de plata a més de 386 mil tones de molibdè. El valor d'aquesta mina és superior al conjunt de l'obtingut en les febres d'or del Klondike i de Califòrnia. L'alça en el preu del molibdè de 2005 va fer que, aquell any, el valor del molibdè obtingut a Bingham Canyon superés el valor del coure. El valor dels metalls produïts el 2006 a Bingham Canyon va ser de 1.800 milions de dòlars.